# Nutidens filosofi
Nutidens filosofi eller modern filosofi syftar på filosofins nuvarande period; den tog sin början i slutet av 1800-talet. Nutidens filosofi kan sägas ha fyra filosofiska huvudriktningar i västerländskt inspirerad filosofi som haft mer eller mindre global spridning: marxism, nythomism, kontinental filosofi och analytisk filosofi. Filosofi har funnits i olika former i de flesta kulturer och har fortsatt växa även i modern tid inom flera globala kulturer, till exempel afrikansk filosofi, buddhistisk filosofi, indisk filosofi, kinesisk filosofi och muslimsk filosofi.

## Marxism
Marxismen bygger på Karl Marx utveckling av Friedrich Hegels tankar och en kritik av den klassiska politiska ekonomin (Adam Smith, David Ricardo med flera) och är starkt materialistiskt och politiskt fokuserad. Vanligen görs ingen skillnad mellan Marx tankegods och 1900-talets marxism-leninism-stalinism. Dialektisk materialism kom att dominera som statsfilosofi i många öststater, till exempel Sovjetunionen. Även om den marxist-leninistiska filosofin har förlorat sin ställning som statsfilosofi för miljoner människor och dess tolkning av den historiska materialismen, som lärdes ut i öststaterna, har fått se en försvagad tjusningskraft, utgör marxism och andra marxistiskt inspirerade riktningar en levande filosofi med många utövare och som ligger till grund för viktig samhällskritik.
Det finns idag många typer av marxistiskt grundade filosofier, bland annat Austro-marxism, analytisk marxism, Frihetlig marxism, Marxism-deleonism. Värt att förtydliga är att samtliga marxistiska politiska positioner inte har egna filosofiska grundantaganden, utan i kontroversiella spörsmål handlar det snarare om realpolitik och skilljelinjer i tolkningar av originaltexter.

## Nythomism
Nythomism är en katolsk filosofi som har sitt ursprung i upptäckten av den medeltida filosofins rikedom och är en återgång till, och utveckling av, den filosofi som Thomas av Aquino en gång tog fram. Nythomism är främst en filosofi inom den Romersk-katolska kyrkan. I dagens alltmer sekulariserade samhälle har riktningen inte varit särskilt dominerande, men nythomistiska filosofer finns och ger genom dess annorlunda angreppssätt ofta viktiga alternativa perspektiv på filosofiska problem.
Analytisk thomism är en filosofisk rörelse som söker förena thomismen och den moderna analytiska filosofin. Termen analytisk thomism myntades i början av 1990-talet av den skotska filosofen John Haldane, som även är en av rörelsens ledande förespråkare.
Ett exempel på en modern filosof i thomistisk tradition är Elizabeth Anscombe. Hon var en brittisk filosof, som var student till Ludwig Wittgenstein och en auktoritet om hans arbeten samt inom analytisk filosofi. Hon skrev även betydelsefulla verk inom dygdetiken. Anscombe studerade vid Oxford University under andra världskriget, och konverterade i samband med detta till katolicismen. Hon fick tjänst vid Oxford och var från 1970 professor i filosofi vid Cambridge. Som filosof har Anscombe myntat begreppen konsekventialism och "brute facts"; det senare fick betydelse för John Searle och dennes talaktsteori. Hon räknas som företrädare för vad som på senare tid benämnes analytisk thomism.

## Kontinental filosofi
Kontinental filosofi är ett samlingsnamn för en rad filosofiska riktningar som ofta ställs i motsats till analytisk filosofi. Vissa forskare menar att termen snarare är pejorativ än beskrivande. Enligt detta synsätt fungerar termen som en etikett på västerländska filosofiskolor som förkastas eller ogillas av analytiska filosofer. Exempel på filosofiska riktningar som brukar kallas kontinentala är fenomenologi, existentialism, hermeneutik och strukturalism. Dessa riktningar kan vara väldigt olika, men en viss gemensam nämnare är att de i högre grad än analytisk filosofi intresserar sig för människans situation, samhället och historia och inte i lika hög grad som analytisk filosofi använder sig av informell och formell logik och andra dylika metoder. Edmund Husserl, Martin Heidegger, Hans-Georg Gadamer, Michel Foucault och Jacques Derrida är berömda kontinentala filosofier, men den för allmänheten mest kända kontinentalfilosofen är författaren och existentialisten Jean-Paul Sartre. Medan beteckningen kontinental filosofi en gång var geografiskt rättvisande genom att kontinentala filosofer bodde och verkade huvudsakligen i Tyskland och Frankrike, det vill säga på den europeiska kontinenten, är så inte längre fallet. Kontinental filosofi finns på universitet i hela västvärlden: i USA, på brittiska öarna och även i Sverige, och undervisas på ett ställe i landet, Södertörns högskola.

## Analytisk filosofi

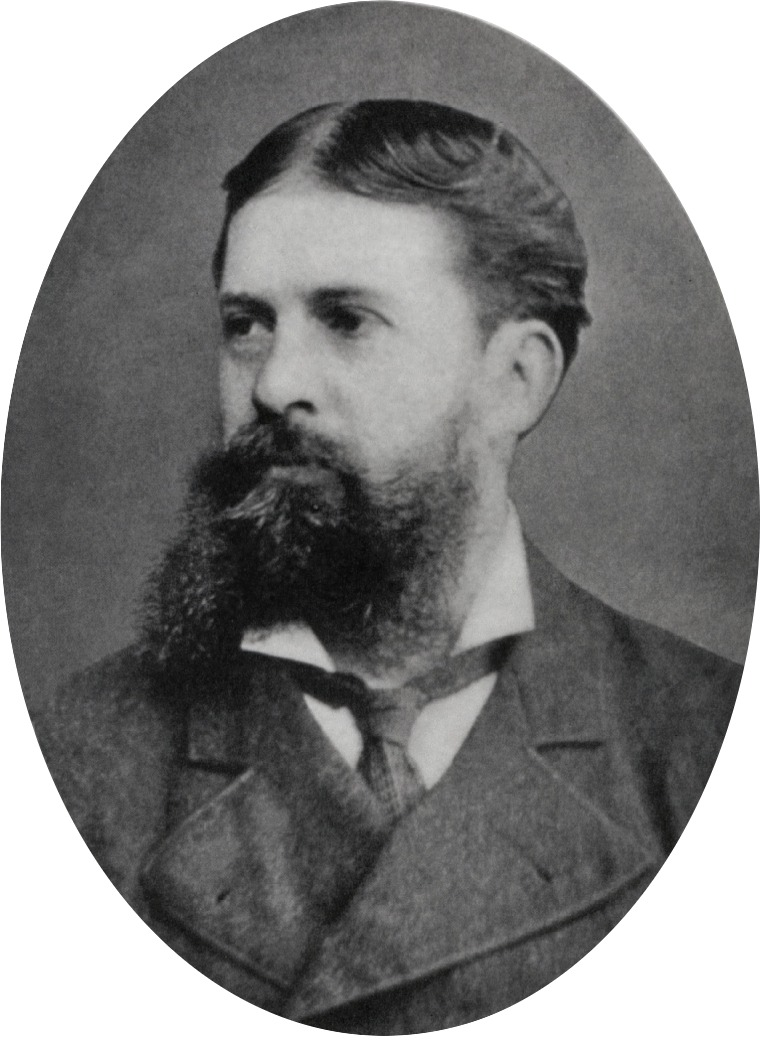
Charles Sanders Peirce

### Fyra grundare
Analytisk filosofi kan sägas ha fyra grundare: På amerikansk sida Charles Sanders Peirce som stod för det pragmatiska inslaget, britten G.E. Moore som gav en humanistisk analys av språket och britten Bertrand Russell som tillsammans med tysken Gottlob Frege gav en matematiskt logisk analys av språkliga, kunskapsteoretiska och matematiska problem. Här finns även Ludwig Wittgenstein. Ur detta strömmar en rik mängd sätt att bedriva filosofi som förenas av en respekt för vetenskapen, en vilja att göra noggranna analyser, och en viss motvilja mot allt vad kontinentala filosofer gör. 

### Logisk positivism
Ur Russells analyser och Wittgensteins utveckling av dem uppträder logisk positivism som i protest mot all metafysik använder den symboliska logiken för att analysera vetenskapens språk och avgränsa all ovetenskap från vetenskapen. Den kanske främsta företrädaren förr var kanske Rudolf Carnap som också var medlem i den berömda Wienkretsen. De logiska positivisterna splittrades, dels på grund av nazismen, men också för att det visade sig att flera av deras utgångspunkter var felaktiga. De har ändå givit viktiga bidrag till vetenskapsteorin och Willard van Orman Quine har förvaltat arvet från både de logiska positivisterna och Peirces pragmatism.

### Vardagsspråksfilosofi
Vardagsspråksfilosofin kom att uppträda på de brittiska öarna efter andra världskriget, med G.E. Moore som ursprung och utvecklad framför allt av J.L. Austin och Ludwig Wittgenstein. 
Fokus i vardagsspråksfilosofin ligger mindre på logisk analys av språk och vetenskap och mer på analys av det levande vardagsspråket. Om den tidige Wittgenstein avhandlade vetenskapliga och logiska frågor ligger vardagsspråkliga frågor den senare Wittgenstein närmare hjärtat; den tidige Wittgenstein hade varit russellsk, den sene var mooresk. Utgångspunkten är nu inte en ideal logik utan en fallerande människa. Centrala begrepp är nu språkspel och familjelikhet och dessa används för att förklara hur missförstånd kring dessas logik leder och har lett till filosofiska problem. 
Teori för talakter och språklig fenomenologi hos J.L. Austin, medvetandefilosofi hos Gilbert Ryle och språkspel och familjelikhet hos Ludwig Wittgenstein är de kanske mera bestående frukterna av en filosofisk riktning som idag inte är så i ropet som den en gång var. Paul Grice och hans studier av menande och implikatur studeras ännu flitigt. En anledning till att vardagsspråksfilosofin inte idag är någon betydande filosofisk riktning är att många av dess framsteg och upptäckter nått vetenskapens säkra gång och istället idag studeras och utvecklas inom ämnet lingvistik.

### Logik, språk och kunskap
Logiken har utvecklats mycket sedan Freges första arbeten med den symboliska logiken och flertusenåriga filosofiska problem har kunnat lösas med dess hjälp. Den analytiska filosofins huvudfåra kan sägas vara att i Russells tradition arbeta med problem i logik, kunskapsteori och språkfilosofi. På senare tid har politisk filosofi och medvetandefilosofi blivit allt mer populära områden. Parallellt med intresset för logik och kunskapsteori har vetenskapsteorin har haft en stark utveckling inom den analytiska filosofin, med namn som Karl Popper och Thomas Samuel Kuhn.

### Medvetandefilosofi och kognitionsvetenskap
Två områden där den analytiska filosofin utvecklas starkt i början av 2000-talet är medvetandefilosofi och kognitionsvetenskap.

### Analytisk politisk filosofi
John Rawls formulerade sin differensprincip i sitt huvudverk En teori om rättvisa från 1971. Principen innebär i korthet att ojämlikheter i samhället är rättfärdigade endast om de gynnar de sämst ställda. Rawls ansåg även att alla individer i samhället bör tilldelas en mängd absoluta rättigheter. Dessa två principer, differensprincipen och rättigheterna, utgör sammanfattat Rawls syn på hur samhället bör se ut. Ett av flera argument som Rawls anförde till sin teoris försvar är argumentet om okunnighetens slöja. Rawls ber en att tänka sig en ursprungssituation där alla människor befinner sig bakom en slöja som döljer ens samhälleliga status och personliga egenskaper. Det mest rationella för människor i en sådan situation vid val av samhällstyp är enligt Rawls hans egen, eftersom ingen människa vill riskera att hamna på en av de "dåliga platserna" som en mer ojämlik uppdelning skulle medföra.
I boken Anarki, stat och utopi från år 1974 drar Robert Nozick upp riktlinjerna för hur ett samhälle bör organiseras. Han börjar med att utifrån John Lockes idéer definiera och vidareutveckla teorier om människans naturliga rättigheter, närmare bestämt hennes liv, frihet och egendom. Dessa rättigheter är lika för alla och får inte kränkas av någon annan individ eller sammanslutning, menade Nozick. Med dessa rättigheter definierar han "den minimala staten" eller "nattväktarstaten" som en sammanslutning för att skydda de individer som frivilligt vill tillhöra sammanslutningen. Nattväktarstaten har inga andra rättigheter än att skydda sina medborgare från dem som kränker dessa rättigheter. Omfördelning av välfärd är alltså enligt Nozick moraliskt förkastligt. Boken är ett till stor del en motreaktion på John Rawls bok En teori om rättvisa.

## Muslimsk filosofi
Se huvudartikel Muslimsk filosofi

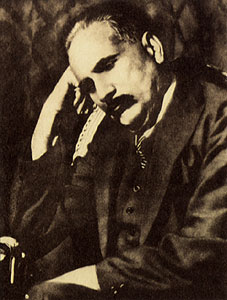
Allama Muhammad Iqbal

Den muslimska filosofiska traditionen är idag väldigt stark trots västerländsk filosofis globalisering. En viktig filosof är Muhammad Iqbal som har reformerat och givit nytt liv åt konceptet den muslimska filosofin.

## Andra filosofiska traditioner
- Afrikansk filosofi
- Buddhistisk filosofi
- Indisk filosofi
- Kinesisk filosofi

## Tillämpad etik
Tillämpad etik är en filosofisk disciplin som försöker applicera teoretisk etik till praktiska moraliska problem som möter människor i vardagen. Några ämnen som faller under disciplinen är medicinsk etik, rättsfilosofi, miljöfilosofi, djurrättsetik, dataetik och affärsetik. Vid diskussioner om mänskliga rättigheter används också tillämpad etik. En av de mest kända filosoferna som skrivit böcker i ämnet är den australiske filosofen Peter Singer. Den tillämpade etiken är ett snabbt växande ämne.
Ett exempel på det uppvaknande intresset för tillämpad etik är djurrätt. Peter Singers kanske mest kända verk Animal Liberation (1975; "Djurens frigörelse") kom att utgöra något av ett rättesnöre för den spirande djurrättsrörelsen.

## Trender i början av 2000-talet
Mycket av filosofin fortsätter den utveckling som påbörjats under 1900-talet, men några särskilda trender finns runt sekelskiftet. Bland annat etik och politisk filosofi kan sägas vara på frammarsch.
- Feministisk filosofi
- Djurrätt
- Postmodernism
- Libertarianism
- Miljörörelse och Ekosofi
- Globalisering
- Bioetik
- Kognitionsvetenskap
- Allt fler kvinnliga filosofer i traditionellt manliga områden, till exempel Susan Haack
- Själva filosofin globaliseras. Kontinental filosofi bedrivs utanför den europeiska kontinenten. Buddhistisk filosofi finns i traditionellt västerländska länder. Man diskuterar den analytiska filosofins historia i Kina. Marx är känd värden över. I Ryssland har universiteten avdelningar för filosofi, där andra riktningar än dialektisk materialism kan diskuteras. De olika riktningarna är inte bara representerade globalt; det sker även ett utbyte mellan riktningarna. Filosofin under början av 2000-talet blir sakta global. Ett modernt lexikon i filosofi innehåller ofta termer från världens olika traditioner.